# تشارلز إي. ديبل
تشارلز إي. ديبل (بالإنجليزية: Charles E. Dibble)‏ هو عالم إنسان ومترجم أمريكي، ولد في 18 أغسطس 1909، وتوفي في 30 نوفمبر 2002.